# Senan (Tarragona)
Senan is een gemeente in de Spaanse provincie Tarragona in de regio Catalonië met een oppervlakte van 12 km². Senan telt 51 inwoners (1 januari 2016).

## Demografische ontwikkeling
Bron: INE, 1857-2011: volkstellingen
Aiguamúrcia · Albinyana · L'Albiol · Alcanar · Alcover · L'Aldea · Aldover · L'Aleixar · Alfara de Carles · Alforja · Alió · Almoster · Altafulla · L'Ametlla de Mar · L'Ampolla · Amposta · L'Arboç · Arbolí · L'Argentera · Arnes · Ascó · Banyeres del Penedès · Barberà de la Conca · Batea · Bellmunt del Priorat · Bellvei · Benifallet · Benissanet · La Bisbal de Montsant · La Bisbal del Penedès · Blancafort · Bonastre · Les Borges del Camp · Bot · Botarell · Bràfim · Cabacés · Cabra del Camp · Calafell · Camarles · Cambrils · La Canonja · Capafonts · Capçanes · Caseres · El Catllar · Castellvell del Camp · Colldejou · Conesa · Constantí · Corbera d'Ebre · Cornudella de Montsant · Creixell · Cunit · Deltebre · Duesaigües · L'Espluga de Francolí · Falset · La Fatarella · La Febró · La Figuera · Figuerola del Camp · Flix · Forès · Freginals · La Galera · Gandesa · Garcia · Els Garidells · Ginestar · Godall · Gratallops · Els Guiamets · Horta de Sant Joan · El Lloar · Llorac · Llorenç del Penedès · Margalef · Marçà · Mas de Barberans · Masdenverge · Masllorenç · La Masó · Maspujols · El Masroig · El Milà · Miravet · El Molar · Mont-ral · Mont-roig del Camp · Montblanc · Montbrió del Camp · Montferri · El Montmell · Móra d'Ebre · Móra la Nova · El Morell · La Morera de Montsant · La Nou de Gaià · Nulles · Els Pallaresos · La Palma d'Ebre · Passanant i Belltall · Paüls · Perafort · El Perelló · Les Piles · El Pinell de Brai · Pira · El Pla de Santa Maria · La Pobla de Mafumet · La Pobla de Massaluca · La Pobla de Montornès · Poboleda · El Pont d'Armentera · Pontils · Porrera · Pradell de la Teixeta · Prades · Prat de Comte · Pratdip · Puigpelat · Querol · La Ràpita · Rasquera · Renau · Reus · La Riba · Riba-roja d'Ebre · La Riera de Gaià · Riudecanyes · Riudecols · Riudoms · Rocafort de Queralt · Roda de Berà · Rodonyà · Roquetes · El Rourell · Salomó · Salou · Sant Jaume d'Enveja · Sant Jaume dels Domenys · Santa Bàrbara · Santa Coloma de Queralt · Santa Oliva · Sarral · Savallà del Comtat · La Secuita · La Selva del Camp · Senan · La Sénia · Solivella · Tarragona · Tivenys · Tivissa · La Torre de Fontaubella · La Torre de l'Espanyol · Torredembarra · Torroja del Priorat · Tortosa · Ulldecona · Ulldemolins · Vallclara · Vallfogona de Riucorb · Vallmoll · Valls · Vandellòs i l'Hospitalet de l'Infant · El Vendrell · Vespella de Gaià · Vila-rodona · Vila-seca · Vilabella · Vilalba dels Arcs · Vilallonga del Camp · Vilanova d'Escornalbou · Vilanova de Prades · Vilaplana · Vilaverd · La Vilella Alta · La Vilella Baixa · Vimbodí i Poblet · Vinebre · Vinyols i els Arcs · Xerta